# Fedingesjön
Fedingesjön är en sjö i Örkelljunga kommun i Skåne och ingår i Lagans huvudavrinningsområde. Sjön är 9,6 meter djup, har en yta på 0,915 kvadratkilometer och är belägen 107 meter över havet. Sjön avvattnas av vattendraget Strömmabäcken.

## Delavrinningsområde
Fedingesjön ingår i det delavrinningsområde (625302-135625) som SMHI kallar för Utloppet av Fedingesjön. Medelhöjden är 120 meter över havet och ytan är 17,67 kvadratkilometer. Det finns inga avrinningsområden uppströms utan avrinningsområdet är högsta punkten. Strömmabäcken som avvattnar avrinningsområdet har biflödesordning 3, vilket innebär att vattnet flödar genom totalt 3 vattendrag innan det når havet efter 67 kilometer. Avrinningsområdet består mestadels av skog (34 procent) och sankmarker (29 procent). Avrinningsområdet har 0,89 kvadratkilometer vattenytor vilket ger det en sjöprocent på 5 procent. Bebyggelsen i området täcker en yta av 2,16 kvadratkilometer eller 12 procent av avrinningsområdet.